# Culte du cargo
Pour les articles homonymes, voir Cargo (homonymie).

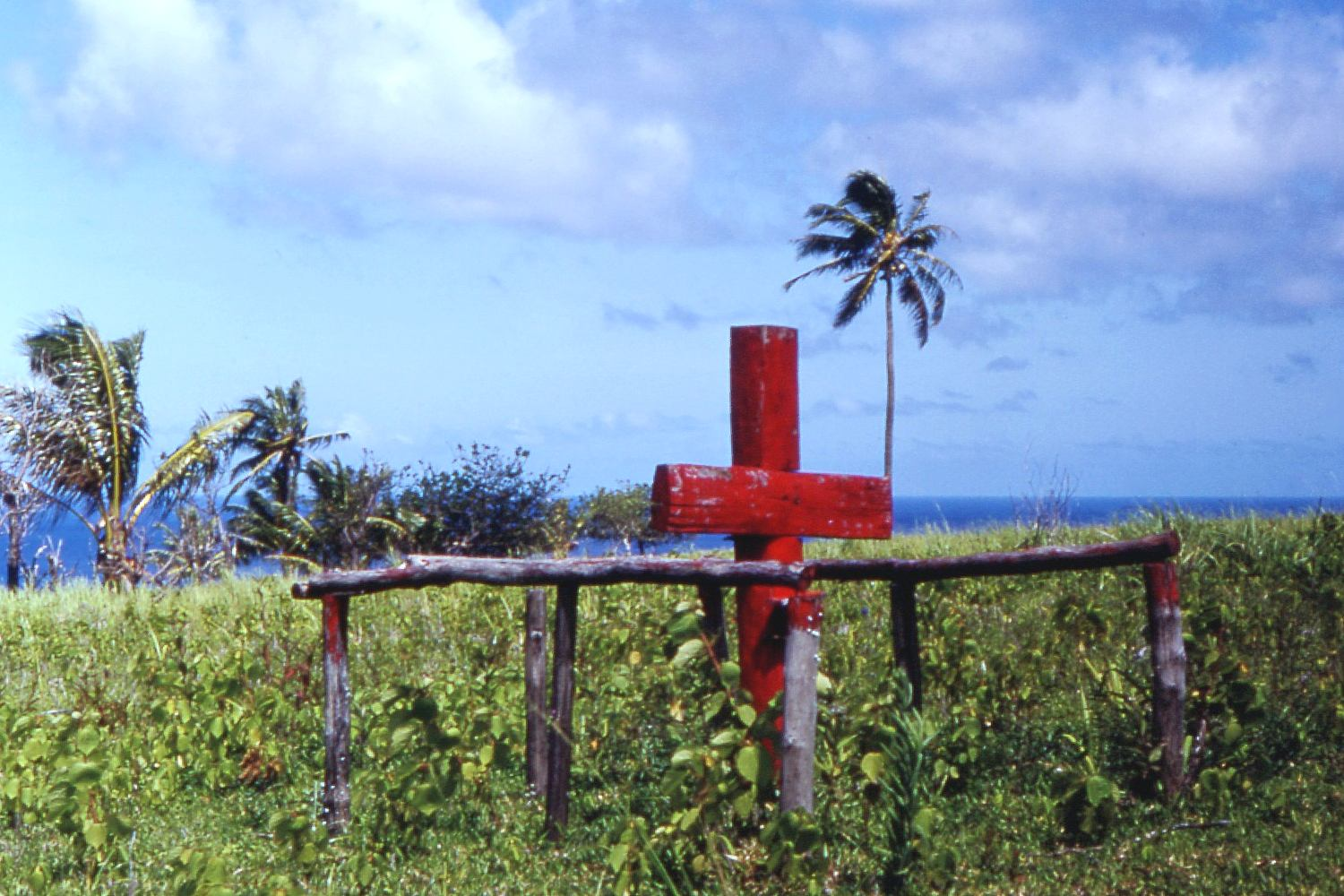
Une croix de cérémonie de John Frum sur l'île de Tanna, Nouvelles-Hébrides (maintenant Vanuatu), 1967.

Le culte du cargo est un ensemble de rites qui apparaissent à la fin du XIXe siècle et dans la première moitié du XXe siècle chez les aborigènes, en réaction à la colonisation de la Mélanésie (Océanie). Il consiste à imiter les opérateurs radios américains et japonais commandant du ravitaillement (distribués par avion-cargo) et plus généralement la technique et la culture occidentales (moyens de transports, défilés militaires, habillement, etc.) en espérant déboucher sur les mêmes effets, selon ce qu'on a qualifié de croyances « millénaristes »,. 
En effet, les indigènes ignoraient l'existence et les modalités de production occidentale ; dès lors, ils attribuaient l'abondance et la sophistication des biens apportés par cargo à une faveur divine. Le culte prit naissance en Mélanésie. Quasiment toute la Mélanésie, des îles Fidji à la Papouasie-Nouvelle-Guinée l'adopta simultanément (à l'exception de la Nouvelle-Calédonie), mais ce culte ne connut une longévité exceptionnelle qu'à Tanna (Vanuatu).

## Naissance dans les îles d'Océanie

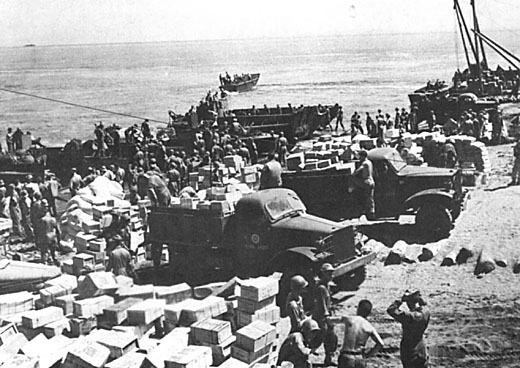
Débarquement de provisions et de matériel sur l'île de Guadalcanal, 7 août 1942.

L’île de Tanna fait partie des archipels Vanuatu, situés en Mélanésie à l’ouest des îles Fidji et à l’est de l’Australie. Habités depuis des millénaires par les peuples de l’Océanie, ces archipels ont respectivement été explorés par les Portugais (1606), les Français (1768) et les Anglais (1774), administrant ces îles conjointement à partir de 1887. Durant la Seconde Guerre mondiale, la présence des Japonais et des Américains dans le Pacifique, ainsi que l’abondance de leurs équipements et de leurs biens, ont donné un nouveau souffle aux mouvements et aux idées « cargoïstes ». L’indépendance des archipels s’est faite en 1980.
Peter Lawrence a écrit, en 1974, dans son livre intitulé Les Cultes du cargo (p. 297-298, éditions Fayard) :

« Les indigènes ne pouvaient pas imaginer le système économique qui se cachait derrière la routine bureaucratique et les étalages des magasins, rien ne laissait croire que les Blancs fabriquaient eux-mêmes leurs marchandises. On ne les voyait pas travailler le métal ni faire les vêtements et les indigènes ne pouvaient pas deviner les procédés industriels permettant de fabriquer ces produits. Tout ce qu’ils voyaient, c’était l’arrivée des navires et des avions. »

Le mouvement, le mythe, religion ou terme « culte du cargo » s’est forgé à travers les théories anthropologiques et études sur les civilisations du Pacifique. Il est la fusion entre, premièrement, les enseignements de missionnaires chrétiens du XIXe siècle, deuxièmement l’abondance des richesses matérielles qui arrivaient par bateaux et plus tard au XXe siècle par avion, ainsi que les croyances mythologiques autochtones ancestrales confrontées au style de vie des Asiatiques, des Européens et des Américains. 
En Océanie, le culte du cargo est maintenant un mouvement, à la fois de transformations sociales et de résistance, face aux pratiques et aux valeurs des pays industrialisés.

## Éléments du culte
Le culte du cargo se manifeste au XIXe siècle par une imitation de l'attitude des Européens, par exemple par le fait de couper des fleurs pour les mettre dans des vases. Il se traduisait parfois par l'apparition de prophètes prédisant un âge d'or à venir à condition que les récoltes soient détruites, ou par la migration de la population autochtone dans des lieux reculés de la forêt. L'administration coloniale intervenait alors parfois pour éviter une famine en apportant des vivres, ce qui avait l'effet pervers de conforter les populations dans leur attitude, puisqu'elles attribuaient cette arrivée de vivres à une réponse positive d'une divinité à leur demande. De même, des fonctionnaires européens étaient parfois envoyés pour repérer les signes avant-coureurs du déclenchement d'un culte, par exemple par le fait de couper des fleurs, mais cela avait pour effet de confirmer aux yeux de la population le rôle magique des fleurs coupées.  
À l'issue de la guerre du Pacifique où les populations autochtones furent en contact avec des armées dotées de matériel considérable, le culte du cargo prit un tour particulier. Des indigènes, ayant constaté que les radio-opérateurs des troupes au sol semblaient obtenir l’arrivée de navires ou le parachutage de vivres et de médicaments simplement en les demandant dans leur poste radio-émetteur, eurent l’idée de les imiter et construisirent, de leur mieux, de fausses cabines d’opérateur-radio – avec des postes fictifs – dans lesquels ils demandaient eux aussi – dans de faux micros – l’envoi de vivres, médicaments et autres équipements dont ils pouvaient avoir besoin. Plus tard, ils construiront même de fausses pistes d'atterrissage en attendant que des avions viennent y décharger leur cargaison[réf. souhaitée].
La Papouasie-Nouvelle-Guinée a connu trois leaders de mouvements messianistes (ou revivalistes, ou autonomistes) de ce genre (Jean Guiart 2008:151), sans concertation : 
- Tommy Kabu : mangrove du delta du Purari, production de sagou, New men,
- Yali (1912-1975)[6], région de Madang (Rai Coast)(Nikolaï Mikloukho-Maklaï) : envisagée comme seconde capitale du régime colonial allemand, lieu idéal de spéculation foncière, révolte programmée pour 1912, mais dénoncée et réprimée,
- Paliau (Îles de l'Amirauté, Margaret Mead) :

## Le culte du cargo, métaphore et thème
L'observation du culte du cargo a conduit à un questionnement : ne sommes-nous pas parfois conduits à appliquer des méthodes par mimétisme, sans réelle réflexion sur le bien-fondé de nos démarches, en pratiquant une sorte de pensée magique alias pensée sauvage ?

### En science
En 1974, Richard Feynman prononça, à Caltech, un discours de rentrée académique célèbre intitulé « Cargo cult science » (science du « culte du cargo ») pour mettre en garde contre la science approximative,,. Le culte du cargo trouve à s'appliquer avec la programmation neuro-linguistique,.

### En informatique
En informatique, on parle de culte du cargo lorsqu'un programmeur emprunte un bout de code (le copier-coller) sans le comprendre et espère qu’il fera la chose attendue dans un tout autre contexte. À un niveau supérieur, ce phénomène peut également se retrouver dans l’adoption d’une méthode de développement logiciel par le chef de projet.
Larry Wall parle aussi de culte de cargo pour qualifier la pratique de certains concepteurs de langages – comme ceux du Cobol – qui essaient d’imiter la forme superficielle de l’anglais sans en comprendre les mécanismes, et en outre sans les adapter à ceux propres aux langages de programmation.

### Dans les arts
Cargo Culte est une chanson de Serge Gainsbourg (« Je sais, moi, des sorciers qui invoquent les jets ») pleine d’allitérations (« ces lumineux coraux des côtes guinéennes ») qui fait référence au culte du cargo. Elle fait partie de l’album Histoire de Melody Nelson.
Les Hommes de la boue est une bande dessinée de la série Martin Milan faisant référence au culte du cargo.
Le film Mondo cane de 1962 fait référence au culte du cargo dans sa séquence finale, où l'on voit les indigènes construire de fausses tours de contrôle en bambous, de faux avions en paille et de fausses pistes d'atterrissage dans l'espoir d'attirer les cargos et bénéficier de leur largesse. En vain.
L'intrigue du roman humoristique de Christopher Moore Island of the Sequined Love Nun (1997), où atterrit sur une île imaginaire un aviateur américain et où réside une tribu sous l'emprise d'un pasteur millénariste, narre notamment l'apparition d'un culte du cargo.  
Dans le film Galaxy Quest de 1999 on trouve un exemple de culte du cargo inversé : une espèce extra-terrestre parvient avec succès à reproduire une technologie fictive de série télévisée terrienne.
L'édition 2013 du Burning Man a pris pour thème le culte du cargo.
Cargo Cult est un court métrage d'animation de 2013 réalisé par Bastien Dubois reprenant les principaux éléments du culte du cargo au Vanuatu lors de la Seconde Guerre mondiale.
En 2016, le film Au fin fond de la fournaise de Werner Herzog évoque longuement le culte de John Frum, en lien avec l'activité volcanique intense des îles Vanuatu.

### Réalisme fantastique
Le mouvement des années 1960 nommé réalisme fantastique a développé beaucoup de thèmes autour du culte du cargo comme mime maladroit d’une science antique perdue et remise en œuvre des siècles plus tard de manière inadéquate. Deux nouvelles de science-fiction (dont l’une devenue roman) ont particulièrement développé cette idée :
- Un cantique pour Leibowitz, de Walter M. Miller
- La Clé laxienne, de Robert Sheckley
- Évoqué par Louis Pauwels dans son livre Le Matin des magiciens

### En politique
Le culte du cargo peut désigner des investissements faits sans comprendre les processus culturels qui devraient les précéder, par exemple dans le cas de collectivités en difficultés économiques à la recherche d'attractivité.

## Controverse
Dans son livre Raga. Approche du continent invisible, l'auteur Jean-Marie Gustave Le Clézio affirme « Goodenough a créé de toutes pièces le fantasme du « culte du cargo » », en référence au culte apparu à la fin du XIXe siècle. En effet, le Culte du cargo a connu plusieurs souffles, s'étalant entre le XIXe et XXe siècles, on ne peut donc pas résumer ce culte à un unique but divin ou à une seule période, même si ce qui en ressort en général concernant celle des années 40 n'en est pas moins vrai. Jean Guiart est plus précis avec son analyse dans son ouvrage Ça plaît ou ça plaît pas.

### Article
- Gareth Roderique‐Davies: « Neuro‐linguistic programming: cargo cult psychology? » (« La programmation neuro-linguistique : le culte du cargo appliqué à la psychologie ? ») 2009, The NLP Encyclopedia - université de Glamorgan (Pays de Galles) [lire en ligne]

### Filmographie
- Dieu est Américain, titre d'un film documentaire (2007, 52 min), de Richard Martin-Jordan, sur le culte de John Frum à Tanna.